# Litton (North Yorkshire)
Litton – wieś w Anglii, w hrabstwie North Yorkshire, w dystrykcie (unitary authority) North Yorkshire. Leży 74 km na zachód od miasta York i 325 km na północny zachód od Londynu.